# Élections législatives marshallaises de 2023
Les élections législatives marshallaises de 2023 ont lieu le 20 novembre 2023 afin de renouveler les membres du parlement des Îles Marshall, qui procède à son tour à l'élection du président de la république le 2 janvier 2024. 
Les amendements préparés par l'assemblée constituante élue en 2017 sont soumis à un référendum organisé simultanément.
Les Îles Marshall sont une démocratie non partisane dans laquelle ne s'affrontent que des candidats indépendants en l'absence de parti politique. Les élections législatives voient néanmoins la victoire de l'opposition, plusieurs membres du gouvernement du président David Kabua échouant à être réélu dans leur circonscriptions, au profit des soutiens de l'ancienne présidente Hilda Heine. Cette dernière bat par conséquent Kabua à l'élection présidentielle de janvier 2024.

## Contexte

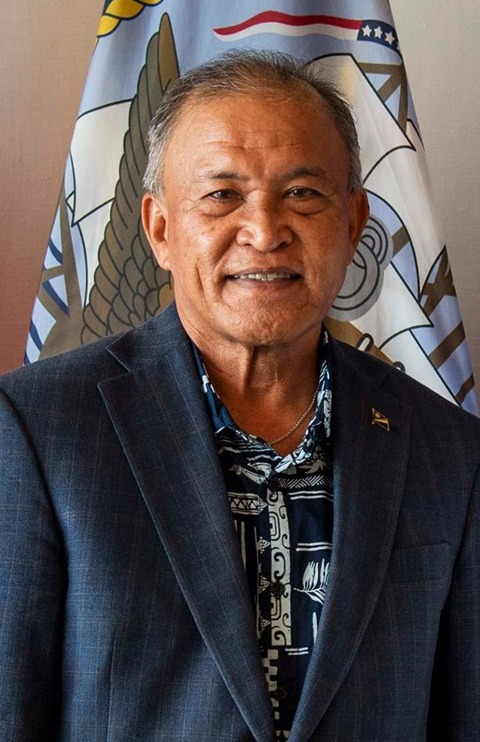
Le président sortant David Kabua.

Les élections de novembre 2019 sont marquées par le retrait de facto du droit de vote aux émigrés via l’interdiction du vote postal. Les membres de la diaspora, généralement installés aux États-Unis, ancienne puissance coloniale, avaient jusqu'alors un poids électoral non négligeable, ayant renversé en 2011 les résultats dans trois circonscriptions. Leurs bulletins de vote représentait en 2015 près de 60 % du total, au point de retarder l'annonce des résultats, qui prenne habituellement plus d'un mois. Conséquence directe de cette interdiction, seuls 37,84 % des inscrits participent au scrutin, soit l'un des taux de participation plus bas qu'ait connu le pays. La loi est entretemps déclarée inconstitutionnelle par la Cour suprême du pays, sans que le délai ne permettre au scrutin de 2019 de les réintroduire.
Le scrutin de 2019 est également surveillé de près par les États-Unis et Taïwan, en raison de la possibilité d'une victoire de l'opposition, favorable à un rapprochement avec la Chine, puissance montante dans la région, au détriment des États-Unis, qui possèdent une base militaire stratégique aux Îles Marshall et s'inquiète de ce revirement potentiel. Un rapprochement avec la Chine entrainerait une reconnaissance de celle ci par le pays, au lieu de celle de Taïwan, les Marshall constituant en 2019 l'un des quatre derniers états du pacifique à reconnaitre l'ile, pour un total de quinze pays.
Une grande partie des parlementaires sortants candidats à leur réélection sont reconduits, dont la présidente de la République Hilda Heine dans la circonscription d'Aur. L'élection du président de la République organisée au suffrage indirect le 6 janvier 2020 voit cependant la défaite de Heine face à David Kabua, qui devient le neuvième président des Îles Marshall. Il annonce que les priorités de son gouvernement seront de continuer à mobiliser la communauté internationale pour agir contre le réchauffement climatique ; de négocier la poursuite de l'aide économique américaine lorsque le Traité de libre-association des Îles Marshall avec les États-Unis sera arrivé à terme en 2023 ; et la sécurisation par les Américains du site de stockage de tonnes de déchets radioactifs sur l'atoll d'Eniwetok, résidus des essais nucléaires américains des années 1950. Il réitère par ailleurs la reconnaissance diplomatique par son pays de la république de Chine (Taïwan), les Îles Marshall étant alors l'un des quatre seuls États d'Océanie à reconnaître cet État. Le 8 février 2021, solidairement avec les présidents des quatre autres États micronésiens, il annonce le départ à venir des îles Marshall du Forum des îles du Pacifique, jugeant que cette organisation manque de considération pour les pays de la Micronésie,.

## Système électoral

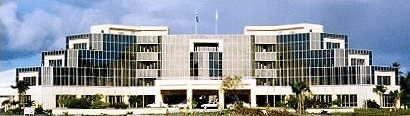
Bâtiment du parlement

Les îles Marshall sont une démocratie multipartite dotée d'un parlement unicaméral, le Nitijeļā. Celui ci est composé de 33 sièges pourvus tous les quatre ans selon un système électoral majoritaire. Dix neuf sièges sont ainsi à pourvoir au scrutin uninominal majoritaire à un tour dans autant de circonscription électorale et 14 au scrutin plurinominal majoritaire dans 5 circonscriptions de 2 à 5 sièges. Les électeurs disposent d'autant de voix que de sièges à pourvoir dans leur circonscription. Les candidats ayant recueilli le plus de voix sont déclarés élus. Le droit de vote s'acquiert à l'âge de 18 ans et voter n'est pas obligatoire.

## Résultats

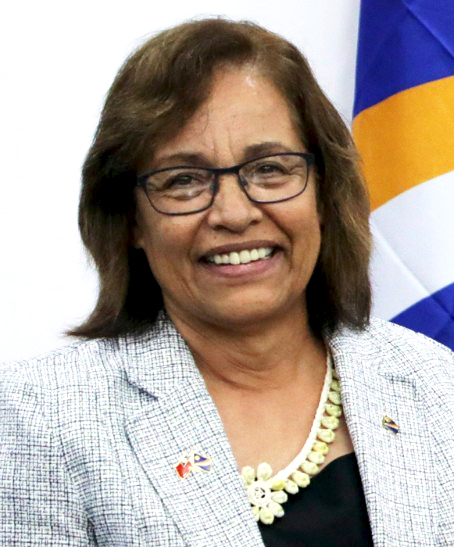
Hilda Heine

Le dépouillement s'étale sur plusieurs semaines, les bulletins envoyés par voie postale par les citoyens expatriés n'étant dépouillés qu'à partir du 5 décembre, avec une publication des résultats définitifs initialement prévue pour début 2024.
Les résultats provisoires avant le décompte des bulletins postaux indiquent que le ministre des Finances Casten Nemra, le président du Parlement Kenneth Kedi et son vice-président Peterson Jibas seraient tous battus dans leurs circonscriptions. Bien que le pays ne compte pas de parti politique, les élections sont perçues comme une victoire pour l'opposition, les soutiens de l'ancienne présidente Hilda Heine ayant remportés plusieurs circonscriptions aux dépens des membres du gouvernement du président David Kabua.
Les résultats définitifs rendus publics le 27 décembre donnent un taux de participation de 32,62 % avec 17 998 votants sur 55 167 inscrits, le pays accusant à nouveau une baisse de la participation après le taux de 37,84 % observé en 2019. Sur les 3 752 bulletin de vote par voie postale envoyés aux électeurs de la diaspora — dont plus de 1 600 une semaine à peine avant la date limite de renvoi par l'électeur, fixé au 4 décembre —, seuls 1 469 sont reçus à temps pour être comptabilisés. Sur ces derniers, seulement 1 117 sont finalement comptabilisés comme valides, soit moins d'un tiers des bulletin initialement envoyés. Si près de la moitié des électeurs marshallais vivent alors aux États-Unis, un seul des 33 sièges en jeu se révèle ainsi finalement décidé par les voix de la diaspora.
Le scrutin entraine par ailleurs un important renouvellement du parlement, 13 des 33 sièges de députés ayant été remportés par des nouveaux candidats, soit environ 40 % du total.

## Élection présidentielle
L'élection présidentielle est organisée lors de la session inaugurale du nouveau parlement le 2 janvier 2024. Le président de la République sortant, David Kabua, est candidat à sa réélection. Il est cependant battu d'une voix par l'ancienne présidente Hilda Heine, au pouvoir de 2016 à 2020. Elle reçoit les félicitations de la présidente taïwanaise Tsai Ing-wen, qui dépêche une délégation sur l'archipel dans le but affiché de conserver les liens entre les deux pays, deux semaines avant sa propre élection présidentielle,. Elle entre en fonction le lendemain 3 janvier.

### Résultats
| Candidat                 | Candidat                 | Positionnement            | Voix | %     |
| ------------------------ | ------------------------ | ------------------------- | ---- | ----- |
|                          | Hilda Heine              | Candidate de l'opposition | 17   | 51,52 |
|                          | David Kabua              | Président sortant         | 16   | 48,48 |
|                          |                          |                           |      |       |
| Total                    | Total                    | Total                     | 33   | 100   |
| Abstention               | Abstention               | Abstention                | 0    | 0     |
| Inscrits / participation | Inscrits / participation | Inscrits / participation  | 33   | 100   |